# Canottaggio ai Giochi della XXIX Olimpiade - 2 senza femminile

## Batterie
Hanno partecipato alle batterie di qualificazione 10 equipaggi, suddivisi in 2 batterie: i primi di ogni batteria si sono qualificati direttamente per la finale A, gli altri hanno effettuato i ripescaggi.
- Sabato 9 agosto 2008, ore 15:50-16:10

| Posizione | Atleta        | Paese                           | Tempo   | Note |
| --------- | ------------- | ------------------------------- | ------- | ---- |
| 1         | Bielorussia   | Yuliya Bichyk e Natallia Helakh | 7:24.47 | FA   |
| 2         | Nuova Zelanda | Juliette Haigh e Nicola Coles   | 7:31.45 | R    |
| 3         | Cina          | Wu You e Gao Yulan              | 7:32.50 | R    |
| 4         | Australia     | Kim Crow e Sara Cook            | 7:44.04 | R    |
| 5         | Canada        | Zoe Hoskins e Sabrina Kolker    | -       | R    |

| Posizione | Atleta      | Paese                                   | Tempo   | Note |
| --------- | ----------- | --------------------------------------- | ------- | ---- |
| 1         | Romania     | Georgeta Andrunache e Viorica Susanu    | 7:22.69 | FA   |
| 2         | Germania    | Lenka Wech e Maren Derlien              | 7:28.66 | R    |
| 3         | Regno Unito | Louisa Reeve e Olivia Whitlam           | 7:29.88 | R    |
| 4         | Stati Uniti | Portia McGee e Anne Cummins             | 7:29.95 | R    |
| 5         | Francia     | Inene Pascal-Pretre e Stephanie Dechand | 7:42.92 | R    |

## Ripescaggi
I primi 2 equipaggi di ogni ripescaggio si sono qualificati per la Finale A, gli altri per la Finale B.
- Martedì  12 agosto 2008, ore 17:20-17:40

| Posizione | Atleta        | Paese                                   | Tempo   | Note |
| --------- | ------------- | --------------------------------------- | ------- | ---- |
| 1         | Nuova Zelanda | Juliette Haigh e Nicola Coles           | 7:32.64 | FA   |
| 2         | Regno Unito   | Louisa Reeve e Olivia Whitlam           | 7:34.54 | FA   |
| 3         | Australia     | Kim Crow e Sara Cook                    | 7:38.48 | FB   |
| 4         | Francia       | Inene Pascal-Pretre e Stephanie Dechand | 7:41.87 | FB   |

| Posizione | Atleta      | Paese                        | Tempo   | Note |
| --------- | ----------- | ---------------------------- | ------- | ---- |
| 1         | Cina        | Wu You e Gao Yulan           | 7:23.71 | FA   |
| 2         | Germania    | Lenka Wech e Maren Derlien   | 7:27.02 | FA   |
| 3         | Stati Uniti | Portia McGee e Anne Cummins  | 7:32.26 | FB   |
| 4         | Canada      | Zoe Hoskins e Sabrina Kolker | 7:40.22 | FB   |

## Finali

### Finale B
- Venerdì  15 agosto 2008, ore 17:10-17:20

| Posizione | Atleta      | Paese                                   | Tempo   |
| --------- | ----------- | --------------------------------------- | ------- |
| 1         | Stati Uniti | Portia McGee e Anne Cummins             | 7:33.17 |
| 2         | Francia     | Inene Pascal-Pretre e Stephanie Dechand | 7:36.25 |
| 3         | Canada      | Zoe Hoskins e Sabrina Kolker            | 7:37.27 |
| 4         | Australia   | Kim Crow e Sara Cook                    | 7:40.93 |

### Finale A
- Sabato 16 agosto 2008, ore 16:10-16:20

| Posizione | Atleta        | Paese                                | Tempo   |
| --------- | ------------- | ------------------------------------ | ------- |
|           | Romania       | Georgeta Andrunache e Viorica Susanu | 7:20.60 |
|           | Cina          | Wu You e Gao Yulan                   | 7:22.28 |
|           | Bielorussia   | Yuliya Bichyk e Natallia Helakh      | 7:22.91 |
| 4         | Germania      | Lenka Wech e Maren Derlien           | 7:25.73 |
| 5         | Nuova Zelanda | Juliette Haigh e Nicola Coles        | 7:28.80 |
| 6         | Regno Unito   | Louisa Reeve e Olivia Whitlam        | 7:33.61 |